# Neocalymnia obconica
Neocalymnia obconica är en fjärilsart som beskrevs av Druce 1908. Neocalymnia obconica ingår i släktet Neocalymnia och familjen nattflyn. Inga underarter finns listade i Catalogue of Life.